# HD 87646
HD 87646 est un système stellaire et planétaire de la constellation du Lion. Il est constitué par au moins quatre objets : deux étoiles et deux objets substellaires en orbite autour de l'étoile principale. Le plus massif des deux objets substellaires est très probablement une naine brune alors que la masse minimale du second le place juste en dessous de la limite de fusion du deutérium, en faisant soit une planète géante très massive ou une naine brune. Le sous-système principal est aussi nommé MARVELS-7.

## Structure et composantes
HD 87646 est un système binaire d'étoiles dont l'objet primaire abrite deux objets substellaires. Selon Bo Ma et ses collaborateurs, il s'agit du premier système binaire proche avec plus d'un objet substellaire en orbite autour de la composante principale.

### HD 87646 AouMARVELS-7: sous-système principal

#### HD 87646 AbouMARVELS-7 b: planète ou naine brune?
HD 87646 Ab, aussi nommée MARVELS-7 b, est une planète géante très massive ou une naine brune. Sa masse minimale, égale à 12,4 ± 0,7 fois la masse de Jupiter, est juste en dessous de la limite considérée habituellement comme permettant la fusion du deutérium. Cet objet tourne autour de son étoile en 13,481 ± 0,001 jours sur une orbite ayant une excentricité de 0,05 ± 0,02. Sa détection est annoncée par Bo Ma et ses collaborateurs en août 2016. HD 87646 Ab a été détecté en utilisant le premier instrument Doppler multi-objet (KeckET) au télescope du Sloan Digital Sky Survey (SDSS).

#### HD 87646 AcouMARVELS-7 c: la naine brune
HD 87646 Ac, aussi nommée MARVELS-7 c, est probablement une naine brune. Sa masse minimale est égale à 57,0 ± 3,7 fois la masse de Jupiter. Elle tourne autour de son étoile en 674 ± 4 jours sur une orbite ayant une excentricité de 0,50 ± 0,02. Sa détection est annoncée par Bo Ma et ses collaborateurs en août 2016.

## Stabilité
Selon les simulations dynamiques effectuées par Bo Ma et ses collaborateurs, le système est stable si l'orbite du système binaire a un grand demi-grand axe et une faible excentricité, ce qui pourra être vérifié grâce à de futures observations astrométriques. 